# 자브라
자브라는 GN Netcom의 자회사로 휴대폰, 콜센터, 사무실 기반의 유무선 헤드셋을 만드는 기업이다.

## 역사
2000년 9월 GN Netcom은 자브라를 인수한다.